# Draginja Vuković
Draginja Vuković (serbisch-kyrillisch Драгиња Вуковић; * 27. April 2000 in Belgrad) ist eine serbische Tennisspielerin.

## Karriere
Vuković begann im Alter von sieben Jahren mit dem Tennisspielen und bevorzugt laut ITF-Profil Hartplätze. Sie spielt vorrangig auf der ITF Women’s World Tennis Tour, wo sie bislang drei Titel im Einzel und vier im Doppel gewinnen konnte.
Im Juniorinnendoppel der US Open 2017 erreichte sie die zweite Runde, im Juniorinneneinzel schied sie in der ersten Runde aus.
Bei den Australian Open 2018 trat sie ebenfalls sowohl im Juniorinneneinzel als auch im Juniorinnendoppel an, schied aber in beiden Wettbewerben bereits in der ersten Runde aus.

## Turniersiege

### Einzel
| Nr. | Datum           | Turnier        | Kategorie   | Belag | Finalgegnerin | Ergebnis         |
| --- | --------------- | -------------- | ----------- | ----- | ------------- | ---------------- |
| 1.  | 8. Oktober 2017 | Jounieh        | ITF $15.000 | Sand  | Anna Ureke    | 3:6, 6:3, 7:5    |
| 2.  | 26. August 2018 | Vrnjačka Banja | ITF $15.000 | Sand  | Amina Anschba | 6:2, 6:4         |
| 3.  | 12. Mai 2019    | Iraklio        | ITF $15.000 | Sand  | Vanda Lukacs  | 6:2, 2:0 Aufgabe |

### Doppel
| Nr. | Datum             | Turnier            | Kategorie   | Belag | Partnerin           | Finalgegnerinnen                             | Ergebnis  |
| --- | ----------------- | ------------------ | ----------- | ----- | ------------------- | -------------------------------------------- | --------- |
| 1.  | 11. Mai 2019      | Iraklio            | ITF $15.000 | Sand  | Maya Tahan          | Zhibek Kulambayeva Vanda Lukacs              | walkover  |
| 2.  | 3. August 2024    | Kuršumlijska Banja | ITF W15     | Sand  | Jewgenija Burdina   | Rose Marie Nijkamp Isis Louise van den Broek | walkover  |
| 3.  | 31. August 2024   | Kuršumlijska Banja | ITF W15     | Sand  | Katerina Tsygourova | Tea Nikčević Zuzanna Pawlikowska             | 7:5, 7:62 |
| 4.  | 23. November 2024 | Iraklio            | ITF W15     | Sand  | Laura Svatíková     | Margarita Ignatjeva Elena Korokozidi         | 6:4, 6:4  |